# Sebastidae
Sebastidae – rodzina morskich ryb skorpenokształtnych (Scorpaeniformes), klasyfikowane też jako podrodzina Sebastinae w obrębie skorpenowatych.

## Występowanie
Zasiedlają wody Oceanu Atlantyckiego, Spokojnego i Indyjskiego.

## Klasyfikacja
Rodzaje zaliczane do tej rodziny są grupowane w podrodzinach Sebastinae i Sebastolobinae (lub odpowiednio w plemionach Sebastini i Sebastolobini):
- Sebastinae (=Sebastini): Helicolenus — Hozukius — Sebastes  — Sebastiscus
- Sebastolobinae (=Sebastolobini): Adelosebastes  — Sebastolobus — Trachyscorpia

Rodzajem typowym jest Sebastes.